# Kristoffer Olsson
Kristoffer Olsson (Vrinnevi, 30 juni 1995) is een Zweeds voetballer die doorgaans als aanvallende middenvelder speelt. Hij staat onder contract bij FC Midtjylland. Olsson debuteerde in 2017 in het Zweeds voetbalelftal.

## Clubcarrière
Arsenal haalde Olsson weg uit de jeugdopleiding van IFK Norrköping. Hij debuteerde op 25 september 2013 in het eerste van Arsenal, in een wedstrijd in het toernooi om de League Cup tegen West Bromwich Albion. Hij viel na 83 minuten in voor mededebutant Isaac Hayden.{ Het bleef Olssons enige wedstrijd in het eerste team van Arsenal. De Engelse club verhuurde hem in september 2014 voor een half seizoen aan het Deense Midtjylland, dat hem daarna definitief overnam. Olsson werd dat seizoen voor het eerst in zijn profcarrière kampioen. Hij had hier zelf tien wedstrijden deel aan, waarvan de helft als basisspeler. Nadat Jess Thorup Glen Riddersholm opvolgde als coach, begon hij in het seizoen 2015/16 consequent in de basis. Dat jaar kwam hij ook voor het eerst uit in de Europa League.
Olsson raakte zijn basisplaats in de eerste helft van het seizoen 2016/17 ook weer kwijt. Hij verruilde Midtjylland daarop in januari 2017 voor AIK. Hier behoorde hij in de volgende twee seizoenen steevast tot de eerste elf van coach Rikard Norling. Olsson stond aan de aftrap in 29 van de 30 speelronden van het seizoen 2018, waarin AIK landskampioen werd.
Olsson tekende in januari 2019 een contract tot medio 2023 bij FK Krasnodar. Hier speelde hij zich in de eerste helft van het seizoen 2019/20 in de basis.
Na twee jaar in Rusland gespeeld te hebben, vertrok Olsson naar RSC Anderlecht. De transfer werd aangekondigd op 21 juli 2021. In het seizoen 2022/23 werd hij uitgeleend aan Midtjylland, dat hem medio 2023 definitief overnam. Hij kreeg er een contract tot medio 2026.

## Interlandcarrière
Olsson kwam uit voor meerdere Zweedse nationale jeugdelftallen. Hij maakte deel uit van de selectie van Zweden –21 die het EK –21 van 2015 won, maar kwam hierop zelf niet in actie. Dat deed hij twee jaar later wel op het EK voetbal onder 21 van 2017. Tijdens dit toernooi was hij in alle drie de wedstrijden van de Zweden basisspeler en aanvoerder.
Olsson debuteerde op 8 januari 2017 in het Zweeds voetbalelftal, in een met 1–2 verloren oefeninterland tegen Ivoorkust. Bondscoach Janne Andersson gaf hem die dag een basisplaats. Hij moest daarna een jaar wachten op zijn volgende twee interlands en daarna negen maanden op zijn vierde. Olsson was vanaf maart 2019 een vaste basisspeler in de Zweedse ploeg die zich onder Andersson kwalificeerde voor het EK 2020.

## Erelijst
| Competitie           | Aantal      | Jaren       |             |             |
| Midtjylland          | Midtjylland | Midtjylland | Midtjylland | Midtjylland |
| -------------------- | ----------- | ----------- | ----------- | ----------- |
| Kampioen Superligaen | 1x          | 2014/15     |             |             |
| AIK                  |             |             |             |             |
| Kampioen Allsvenskan | 1x          | 2018        |             |             |

## Privé

### Gezondheid
Olsson verloor op 20 februari 2024 zijn bewustzijn. Hij werd in het Universitair Ziekenhuis van Aarhus in Denemarken opgenomen en verzorgt. Olsson ligt met een hersenaandoening aan de beademing.
1 Olsen ·
2 Lustig ·
3 Lindelöf ·
4 Granqvist  ·
5 Bengtsson ·
6 Augustinsson ·
7 S. Larsson ·
8 Ekdal ·
9 Berg ·
10 Forsberg ·
11 Isak ·
12 Johnsson ·
13 Svensson ·
14 Helander ·
15 Sema ·
16 Krafth ·
17 Claesson ·
18 Jansson ·
19 Svanberg ·
20 Olsson ·
21 Kulusevski ·
22 Quaison ·
23 Nordfeldt ·
24 Danielson ·
25 J. Larsson ·
26 Cajuste ·
Coach: Andersson